# STS-92
STS-92 は、スペースシャトル・ディスカバリーによる国際宇宙ステーションへの飛行ミッションであり、スペースシャトル100回目のミッションである。

## 乗員
- ブライアン・ダフィー（英語版） (4), 船長
- パメラ・メルロイ (1), 操縦手
- 若田光一 (2), ミッション・スペシャリスト - 日本
- リロイ・チャオ（英語版） (3), ミッション・スペシャリスト
- ピーター・ウィソフ (4), ミッション・スペシャリスト
- マイケル・ロペス＝アレグリア (2), ミッション・スペシャリスト
- ウィリアム・マッカーサー（英語版） (3), ミッション・スペシャリスト

## ミッション・パラメータ
- 質量:
  - 打上時: 115,127 kg
  - 着陸時: 92,741 kg
  - ペイロード: 9,513 kg
- 近地点: 386 km
- 遠地点: 394 km
- 軌道傾斜角: 51.6°
- 周期: 92.3 分

### ISS とのドッキング
- ドッキング: 2000年10月13日 17:45:10 UTC
- 切り離し: 2000年10月20日 15:08:39 UTC
- ドッキング期間: 6日21時間23分29秒

### 船外活動
- チャオとマッカーサー  - EVA 1
- EVA 1 開始: 2000年10月15日 - 14:27 UTC
- EVA 1 終了: 10月15日 - 20:55 UTC
- 期間: 6時間28分
- ロペス＝アレグリアとウィソフ  - EVA 2
- EVA 2 開始: 2000年10月16日 - 14:15 UTC
- EVA 2 終了: 10月16日 - 21:22 UTC
- 期間: 7時間07分
- チャオとマッカーサー  - EVA 3
- EVA 3 開始: 2000年10月17日 - 14:30 UTC
- EVA 3 終了: 10月17日 - 21:18 UTC
- 期間: 6時間48分
- ロペス＝アレグリアとウィソフ  - EVA 4
- EVA 4 開始: 2000年10月18日 - 15:00 UTC
- EVA 4 終了: 10月18日 - 21:56 UTC
- 期間: 6時間56分

## ミッションのハイライト

シャトルの着陸

STS-92 は国際宇宙ステーション (ISS) の組み立てミッション（3Aフライト）であり、Z1トラス、コントロール・モーメント・ジャイロ (CMG)(注：CMGはZ1トラスに装備)、与圧結合アダプタ3 (PMA-3)、2基の DDCU （直流変圧器）を運搬した。
Z1トラスは ISS の外部構造物で、ユニティの上部結合機構に取り付けられた。次の4Aフライトで、このZ1トラスの上に米国製太陽電池パドルを装備したP6トラスを取り付けられるために必要な構造である。Z1トラスには、Kuバンド通信システムも装備している。コントロール・モーメント・ジャイロ (CMG) は、5Aフライトで起動されてモータで回転体を駆動することで姿勢制御（推進力は無い）を行なう。PMA-3は、太陽電池パドルを取り付ける4Aフライトと、実験棟を取り付ける5Aフライトでのシャトルのドッキングポートとなる。
このミッションでは ISS に7日間ドッキングし、船外活動 (EVA) が4回行なわれた。ISS内にも入室したが、この段階では恒久滞在が開始されていなかったため、限定的な作業であった。ISSの恒久滞在は、このフライト終了後にソユーズTM-31宇宙船が到着した時点から開始された。
予定されていた4回の船外活動を通じて2チームの船外活動員と経験豊かなロボットアーム操作員（若田宇宙飛行士）は共同で作業を行ない、Z1（Zは zenith （天頂）に由来する）トラスを米国のユニティ接続ノードの上部に取り付け、3つ目の与圧結合アダプタ (PMA-3) をユニティの下部に取り付けた。
Z1トラスは、ISS 初の（桁によく似た）永久構造物であり、次のシャトル組み立て飛行（STS-97/4A）で取り付けられる巨大な米国製太陽電池パドルを装備したP6トラスを結合する基部としての役割も果たす。
Z1トラスには、コントロール・モーメント・ジャイロ (CMG) と呼ばれる姿勢制御用の巨大なジャイロスコープ装置が4台組み込まれている。これは、米国実験棟の取り付け後に起動されて、軌道上で ISS を適切な方向に向けるのに使われる。